# アースクリエイティブ
株式会社アースクリエイティブは、山口県宇部市に本社を置く浄化槽事業などを手掛ける企業である。

## 概要
浄化槽事業、給排水工事、排水管理などを主力事業にもつ。2016年度（平成28年度）に国際協力機構（JICA）の中小企業海外展開支援事業に選定され、インドネシアでの浄化槽管理事業に進出。自社開発した浄化槽の遠隔監視システムを活用し、バリ島のホテルや工場に設置した浄化槽を日本の本社などで一括管理する。2019年（令和元年）には山口大学などと共同で手掛ける同国での排水管理事業が環境省のアジア水環境改善モデル事業に選定された。
リユースショップの運営なども手掛け、2016年（平成28年）8月に子供服専門のリユースショップを開店した。2017年（平成29年）1月28日にはコストコの商品を小分けにして販売する店舗を出店したが、同年9月にアースクリエイティブから独立した元社員に譲渡した。

## 沿革
- 1963年（昭和38年）10月8日 - 有限会社宇部衛生工業社として設立[広報 1]。
- 1979年（昭和54年）10月 - 株式会社宇部衛生工業社に組織変更[広報 1]。
- 2012年（平成24年）6月 - 株式会社アースクリエイティブに社名変更[広報 1]。
- 2016年（平成28年）8月 - リユースショップ事業に進出[4]。